# Mat Jackson

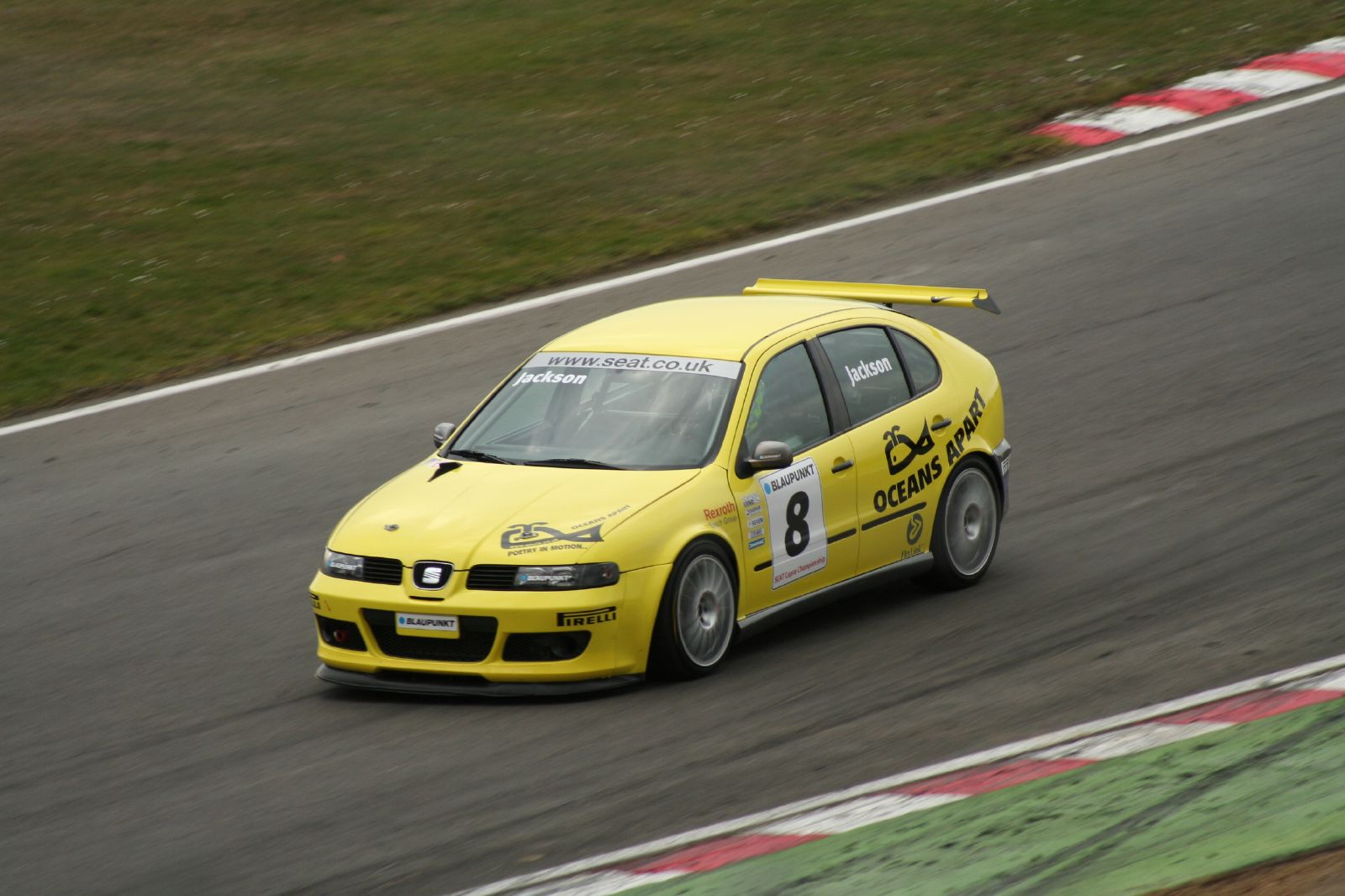
Mat Jackson w serii SEAT Cupra Championship w 2006 roku

Mat Jackson (ur. 10 czerwca 1981 w Henley-in-Arden, Warwickshire) – brytyjski kierowca wyścigowy, obecnie startujący w serii British Touring Car Championship, gdzie reprezentuje zespół Airwaves Racing. Mistrz brytyjskiej serii SEAT Cupra Championship z roku 2006, a także wicemistrz serii BTCC w sezonie 2008.

## Przebieg kariery
W 1994 roku, w wieku 13 lat, Mat rozpoczął starty w kartingu. W swoim pierwszym pełnym sezonie (1996) zdobył dwa tytuły klubowe. W 1997 roku uczestniczył w wyścigach brytyjskiej kategorii JICA, gdzie współzawodniczył z przyszłym mistrzem DTM i kierowcą testowym McLarena, Garym Paffettem. W kolejnym sezonie startował w kartingowej Formule A organizowanej przez MSA (Motor Sports Association, brytyjski odpowiednik PZM), a w roku 1999 przeniósł się do Formuły 600, gdzie odniósł 7 zwycięstw i wywalczył tytuł wicemistrza. Pomimo tego sukcesu, był to jego ostatni sezon w wyścigach samochodów jednomiejscowych.
Sezon 2000 spędził w brytyjskiej edycji Renault Clio Cup, gdzie był kierowcą zespołu Stancombe Engineering. Zwyciężył w dwóch wyścigach, a w klasyfikacji końcowej zajął 4. miejsce. W kolejnym sezonie startował w barwach zespołu GR Motorsport w Klasie Produkcyjnej (BTC-P) Brytyjskich Mistrzostw Samochodów Turystycznych. Odniósł jedno zwycięstwo w swej klasie (w 12. wyścigu sezonu na Donington Park), a także 7 razy stawał na podium, dzięki czemu w klasyfikacji BTC-P zajął 4. miejsce i przyczynił się do zdobycia przez GR Motorsport pierwszego miejsca w klasyfikacji zespołów Klasy Produkcyjnej.
W kolejnych latach Mat miał problemy ze znalezieniem źródeł finansowych, przez co dopiero w 2004 roku powrócił do ścigania, biorąc udział w kilku wyścigach brytyjskiej serii wytrzymałościowej Britcar, gdzie jeździł prywatnym Fordem Focusem (w jednym z występów odniósł klasowe zwycięstwo).
W sezonie 2005 wystartował w SEAT Cupra Championship za kierownicą SEATa Leóna przygotowanego przez jego rodzinny zespół, Jacksons Motorsport. Zwyciężył w 8 wyścigach, co było największą liczbą zwycięstw odniesionych w tym sezonie. Ponadto zdobył 8 pole position i 8 najszybszych okrążeń, a w końcowej klasyfikacji mistrzostw zajął 2. miejsce ze stratą jedynie 15 punktów do mistrza, Toma Boardmana. Za dobry wynik w mistrzostwach Mat otrzymał nagrodę w wysokości 40 000 funtów, a także możliwość przetestowania SEATa Toledo używanego przez zespół SEAT Sport UK w serii BTCC. W kolejnym sezonie wykazał się jeszcze lepszą postawą i dzięki 11 wygranym wyścigom zdobył tytuł mistrza z przewagą niemal 50 punktów nad najbliższym rywalem. Za zwycięstwo otrzymał 100 000 £ i ponownie został zaproszony przez fabryczny zespół SEATa do testowania ich samochodu w specyfikacji BTCC.

### BTCC

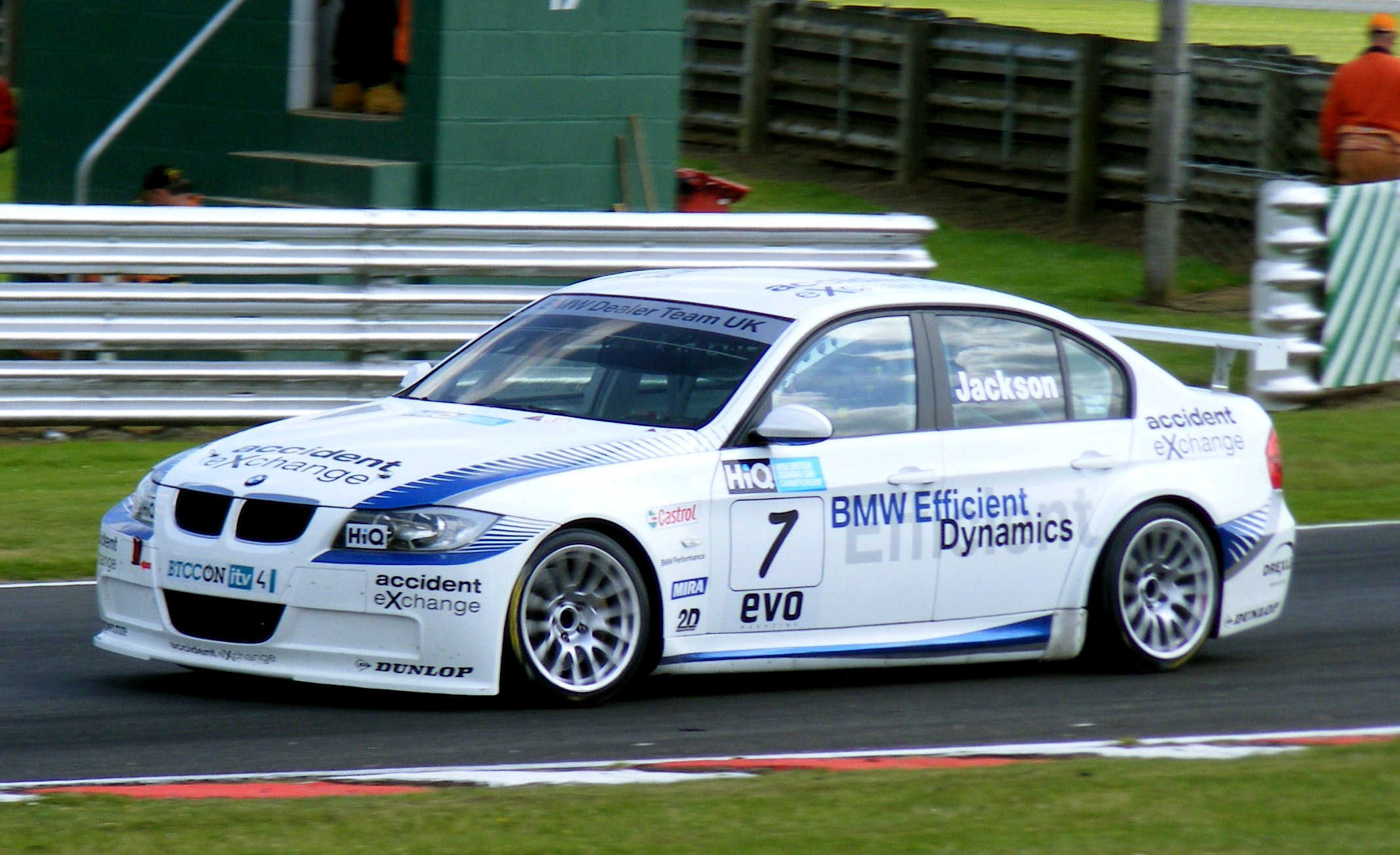
Mat w sezonie 2008 (BTCC)

W 2007 roku Jackson zdecydował się na przejście wraz ze swym zespołem do British Touring Car Championship. Do mistrzostw wystartował w BMW 320si, w egzemplarzu za kierownicą którego Andy Priaulx zdobył tytuł mistrza WTCC w 2006 roku. W swym debiutanckim występie na Brands Hatch dojechał na 3. miejscu, lecz został zdyskwalifikowany za ignorowanie czarno-pomarańczowej flagi nakazującej mu zjechanie do boksów z powodu dymu wydobywającego się z jego samochodu. Sukces udało mu się powtórzyć jeszcze tego samego dnia, w trzecim wyścigu pierwszej rundy, gdzie ponownie zdobył ostatnie miejsce na podium. Pierwsze zwycięstwo w BTCC wywalczył w trzecim wyścigu piątej rundy na Oulton Park. W ósmej rundzie (ponownie na torze Brands Hatch) Mat wpadając w poślizg na mokrej nawierzchni spowodował kraksę, w której udział wzięło 11 samochodów. W jej efekcie dwóch kierowców (Matt Neal i David Pinkney) trafiło do szpitala, a Jackson został ukarany karą pieniężną w wysokości 1000 £ oraz naganną adnotacją w licencji wyścigowej. Dzięki pomocy innych zespołów udało się naprawić uszkodzony samochód, a trzeci wyścig dnia Mat ukończył na 3. miejscu, lecz wymagał natychmiastowej opieki medycznej z powodu zatrucia spalinami dostającymi się do wnętrza jego BMW przez uszkodzony w wypadku układ wydechowy. Ogółem w sezonie 2007 Mat Jackson odniósł dwa zwycięstwa (drugie podczas ostatniego wyścigu sezonu w Thruxton), 4 razy finiszował na podium, 24 wyścigi ukończył na punktowanej pozycji, a w klasyfikacji generalnej zajął 7. miejsce (2. miejsce w klasyfikacji kierowców niezależnych).
Dzięki pozyskaniu nowych kontraktów sponsorskich i zwiększeniu budżetu na rok 2008, zespół Mata Jacksona (startujący w sezonie 2008 pod nazwą BMW Dealer Team UK ze względu na współpracę podjętą z brytyjską siecią dilerską marki BMW) był w stanie zakupić nowszy samochód – ponownie było to zwycięskie BMW 320si Andy'ego Priaulx odkupione od zespołu Racing Bart Mampaey. Podczas przedsezonowej sesji testowej na torze Rockingham Mat został sklasyfikowany na pierwszej pozycji, ustanawiając rekordowy czas okrążenia uzyskany na tym torze samochodem w specyfikacji BTCC. Pięć dni później, w sesji testowej na torze Brands Hatch ponownie okazał się najszybszym kierowcą, nieoficjalnie bijąc rekord okrążenia ustanowiony przez Yvana Mullera w 2001 roku.
W sezonie 2008 zwyciężył łącznie w pięciu wyścigach, a w klasyfikacji generalnej zajął drugie miejsce.
| Przebieg kariery                                                  | Przebieg kariery                                                  | Przebieg kariery                                                  | Przebieg kariery  | Przebieg kariery | Przebieg kariery |
| Sezon                                                             | Seria                                                             | Zespół                                                            | Samochód          | Zwycięstwa       | Miejsce          |
| ----------------------------------------------------------------- | ----------------------------------------------------------------- | ----------------------------------------------------------------- | ----------------- | ---------------- | ---------------- |
| 2000                                                              | RCC                                                               | Stancombe Engineering                                             | Renault Clio      | 2                | 4                |
| 2001                                                              | BTCC*                                                             | GR Motorsport                                                     | Ford Focus        | 1*               | 4*               |
| 2005                                                              | SCC                                                               | Jacksons Motorsport                                               | SEAT León         | 8                | 2                |
| 2006                                                              | SCC                                                               | Jacksons Motorsport                                               | SEAT León         | 11               | 1                |
| 2007                                                              | BTCC                                                              | Jacksons MSport                                                   | BMW 320si         | 2                | 7                |
| 2008                                                              | BTCC                                                              | BMW Dealer Team UK                                                | BMW 320si         | 5                | 2                |
| 2009                                                              | BTCC                                                              | RML                                                               | Chevrolet Lacetti | 1                | 5                |
| 2009                                                              | BTCC                                                              | Racing Silverline                                                 | Chevrolet Lacetti | 3                | 5                |
| 2010                                                              | BTCC                                                              | Airwaves BMW                                                      | BMW 320si         | 1                | 7                |
| Statystyki w BTCC (2007-2008)                                     |                                                                   |                                                                   |                   |                  |                  |
| Przejechane wyścigi Zwycięstwa Podium Najszybsze okrążenia Punkty | Przejechane wyścigi Zwycięstwa Podium Najszybsze okrążenia Punkty | Przejechane wyścigi Zwycięstwa Podium Najszybsze okrążenia Punkty | 60 7 16 4 384     | 60 7 16 4 384    | 60 7 16 4 384    |
| * Klasa Produkcyjna (BTC-P)                                       |                                                                   |                                                                   |                   |                  |                  |

## Ciekawostki
- Mat Jackson wystąpił w 6. odcinku 10. serii programu motoryzacyjnego Top Gear, gdzie wraz z innymi kierowcami BTCC (m.in. Matt Neal i Tom Chilton) wzięli udział w wyścigu kamperów. Odcinek ten został wyemitowany w brytyjskiej telewizji BBC 18 listopada 2007 r[11].